# Oblast' di Orël
L'oblast' di Orël (in russo Орло́вская о́бласть?, Orlóvskaja óblastʾ) è un'oblast' della Russia che si trova in un territorio interessato interamente dal Rialto centrale russo ed attraversato dal fiume Oka e dai suoi affluenti.
A nord confina con l'oblast' di Brjansk e quella di Kaluga, ad ovest con l'oblast' di Kursk, a sud con l'oblast' di Lipeck e ad est con quella di Tula.
Le principali industrie, sulle quali si basa l'intera economia della provincia, sono quelle metalmeccaniche, dei materiali da costruzione, tessili, dell'abbigliamento ed alimentari.

## Città importanti
Capoluogo dell'oblast' è Orël; altre città di un certo rilievo sono:
- Livny
- Mcensk
- Bolchov
- Dmitrovsk
- Maloarchangel'sk
- Novosil'

## Geografia antropica

### Suddivisioni amministrative

#### Rajon
La oblast' di Orël comprende 24 rajon (fra parentesi il capoluogo; sono indicati con un asterisco i capoluoghi non direttamente dipendenti dal rajon ma posti sotto la giurisdizione della oblast'):
- Bolchovskij (Bolchov)
- Chotyneckij (Chotynec)
- Dmitrovskij (Dmitrovsk)
- Dolžanskij (Dolgoe)
- Glazunovskij (Glazunovka)
- Kolpnjanskij (Kolpna)
- Korsakovskij (Korsakovo)
- Krasnozorenskij (Krasnaja Zarja)
- Kromskoj (Kromy)
- Livenskij (Livny*)
- Maloarchangel'skij (Maloarchangel'sk)
- Mcenskij (Mcensk*)

- Novodereven'kovskij (Chomutovo)
- Novosil'skij (Novosil')
- Orlovskij (Orël)
- Pokrovskij (Pokrovskoe)
- Šablykinskij (Šablykino)
- Soskovskij (Soskovo)
- Sverdlovskij (Zmiëvka)
- Trosnjanskij (Trosna)
- Urickij (Naryškino)
- Verchovskij (Verchov'e)
- Zalegoščenskij (Zalegošč')
- Znamenskij (Znamenskoe)

#### Città
I centri abitati della oblast' che hanno lo status di città (gorod) sono 7 (in grassetto le città sotto la diretta giurisdizione della oblast', che costituiscono una divisione amministrativa di secondo livello):
- Bolchov
- Dmitrovsk
- Livny
- Maloarchangel'sk
- Novosil'
- Mcensk
- Orël

#### Insediamenti di tipo urbano
I centri urbani con status di insediamento di tipo urbano sono invece 13 (al 1º gennaio 2010):
- Chomutovo
- Chotynec
- Dolgoe
- Glazunovka
- Kolpna
- Kromy
- Naryškino

- Pokrovskoe
- Šablykino
- Verchov'e
- Zalegošč'
- Zmiëvka
- Znamenka